# Palazzo Borromeo (Milano)
Palazzo Borromeo è un palazzo storico situato nel centro di Milano, in piazza Borromeo al n.12

## Storia e descrizione

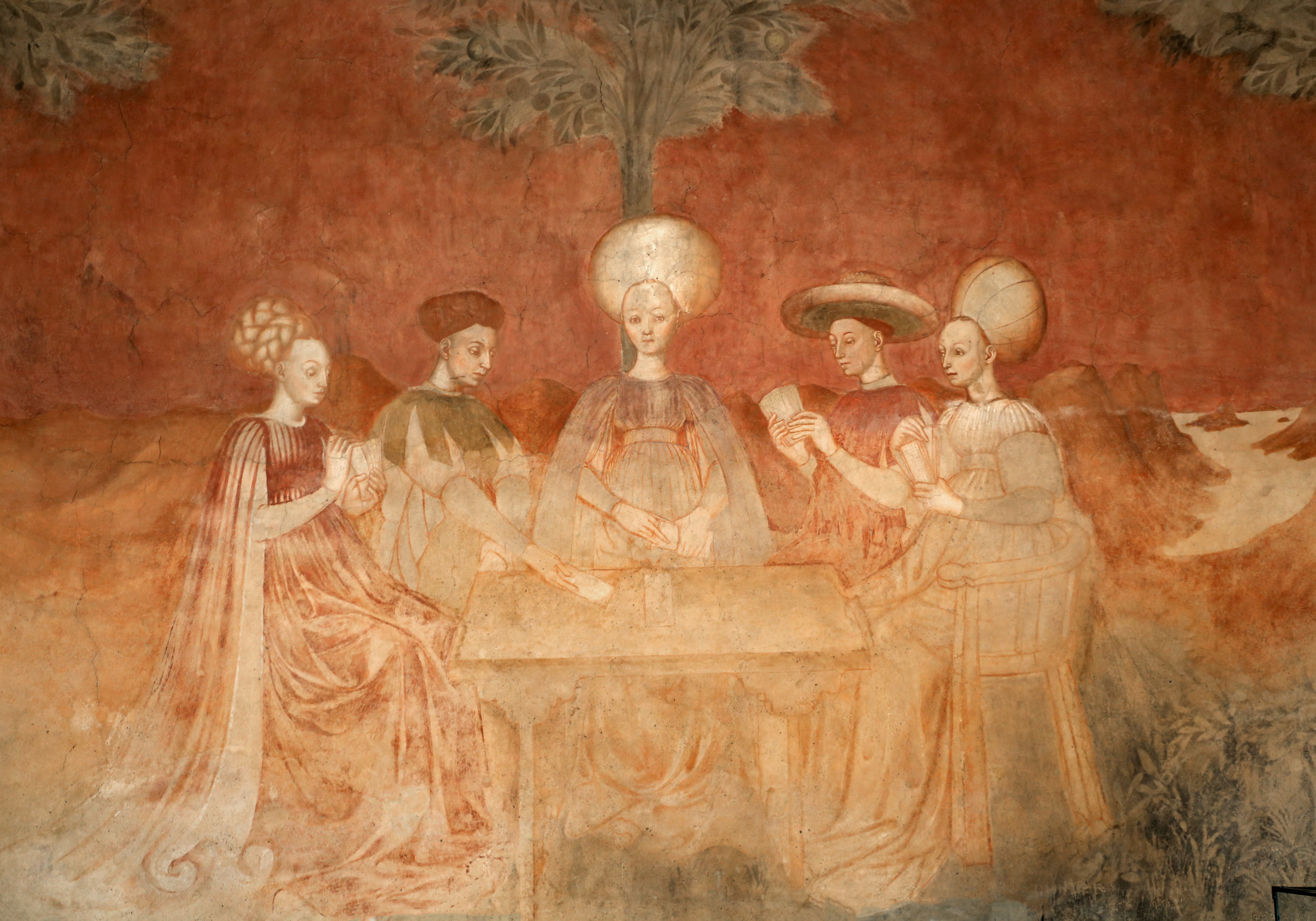
Bottega tardogotica lombarda, Giochi Borromeo, 1400-50 ca.

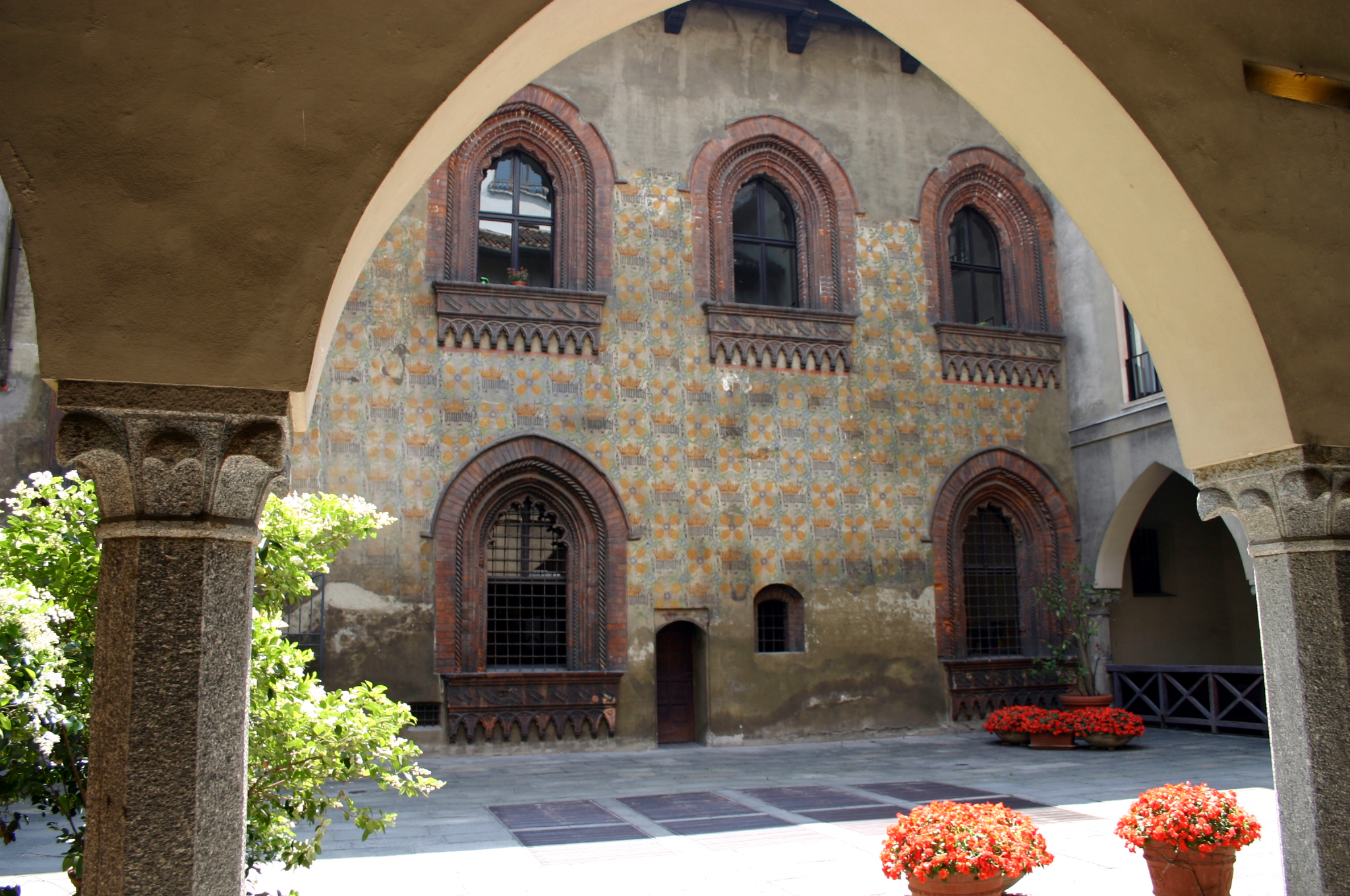
Porticato e resti degli antichi affreschi di Palazzo Borromeo

La costruzione del palazzo risale alla fine del XIII secolo, per volere della famiglia Borromeo, famiglia di origine fiorentina che, trasferitasi a Milano, divenne una delle più importanti e influenti della città, anche grazie alle collaborazioni con l'allora duca Francesco Sforza. Dal singolo palazzo sarebbe cresciuta poi una sorta di cittadella di proprietà della famiglia, dove questa organizzava feste e tornei di grande rilevanza da un punto di vista sociale e culturale. Già poco tempo dopo il suo completamento, il palazzo era frequentato da studiosi e visitatori stranieri venuti ad ammirare la ricca galleria d'arte all'interno.
Il palazzo ha un'impostazione tardogotica, tuttavia l'opera nel suo complesso risente di numerosi rimaneggiamenti nel corso del tempo, di cui l'ultimo dovuto principalmente alle conseguenze dei bombardamenti che la città subì durante la seconda guerra mondiale.
La facciata è in mattone a vista ed è centrata sul portale in cui si alternano conci di marmo bianco di Candoglia e marmo rosso di Verona, coronato da un archivolto con tralci di vite e foglie di quercia scolpite nella pietra. Dell'originale progetto trecentesco si possono notare le finestrelle quadrate a forte strombatura.
Entrando ed oltrepassando l'androne dal soffitto ligneo, si entra nella corte d'onore, che è la parte meglio conservata del palazzo. Il cortile è delimitato su tre lati da portici sorretti da pilastri di forma ottagonale, mentre il quarto lato, che non presenta portici, mostra invece ciò che resta degli antichi affreschi della facciata restaurati nel 1985 da Valeriano Dalzini.
All'interno del palazzo si può ancora osservare il ciclo di affreschi dei giochi Borromeo realizzati probabilmente attorno al 1450. Gli affreschi che raffigurano giochi dell'ambiente cortese, come il gioco della palla e dei tarocchi, sono stati attribuiti da alcuni studiosi a Michelino da Besozzo o più genericamente al Maestro dei Giochi Borromeo, forse da identificare con Giovanni Zenoni. Costituisce, insieme al ciclo di affreschi del Castello di Masnago, il maggiore ciclo tardogotico lombardo di argomento profano. 
Il palazzo, attualmente ancora di proprietà dei discendenti della famiglia Borromeo, venne restaurato l'ultima volta nel secondo dopoguerra ad opera di Ferdinando Reggiori, ed è ora adibito ad uffici e abitazioni.